# فكتور خوري
فكتور خوري (1929 - 2 فبراير 2017)، قائد الجيش اللبناني بالفترة من 28 مارس 1977 إلى 7 ديسمبر 1982. كما تولى منصب وزير الدفاع الوطني من 20 ديسمبر 1977 إلى 16 يوليو 1979 بحكومة الرئيس سليم الحص في عهد الرئيس إلياس سركيس.